# Georg Samuel Dörffel

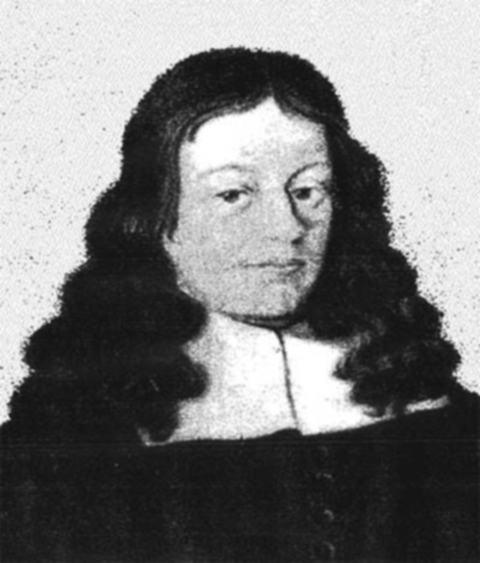
Porträt von Georg Samuel Dörffel

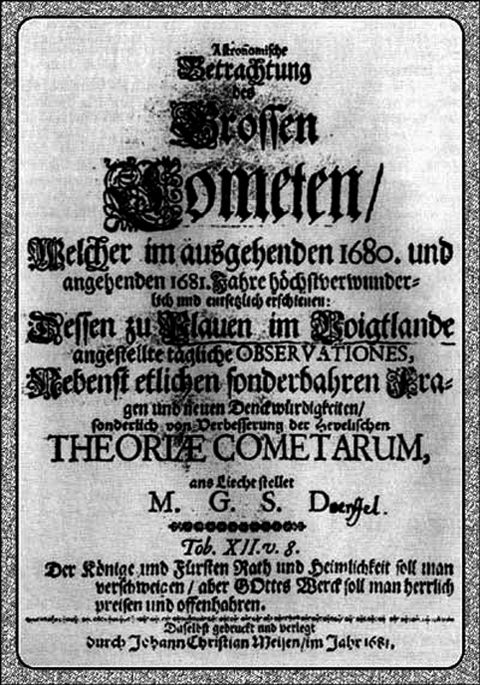
Titelblatt des Hauptwerks von Dörffel

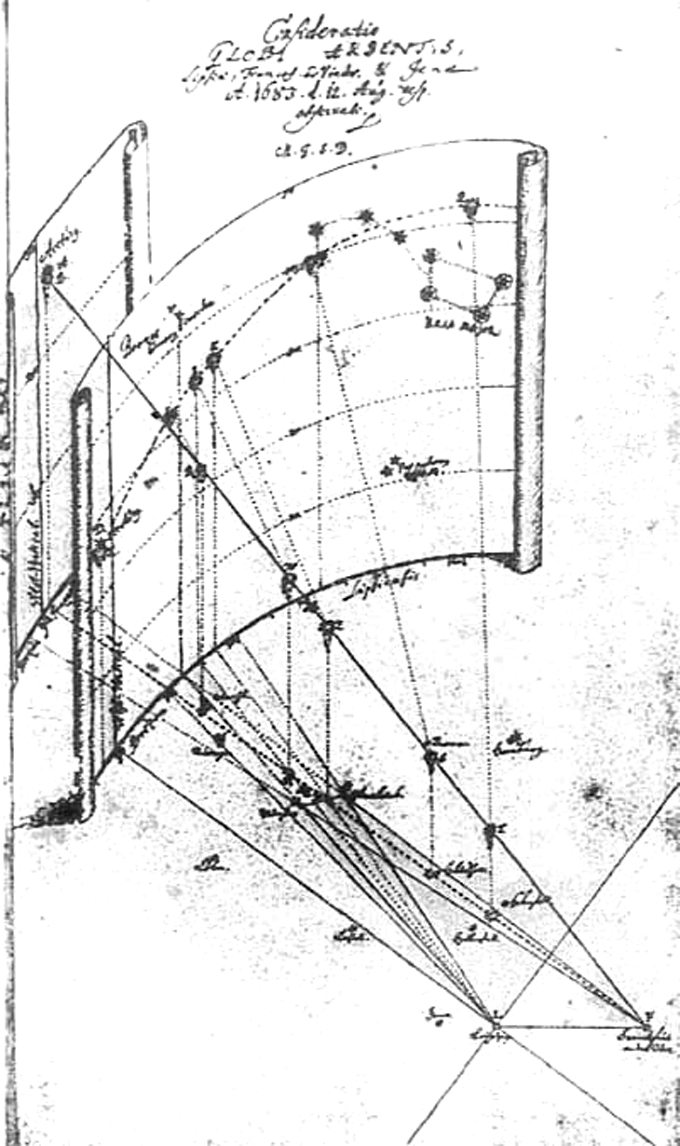
Astronomische Zeichnung Dörffels

Georg Samuel Dörffel (* 11. Oktoberjul. / 21. Oktober 1643greg. in Plauen; † 6. Augustjul. / 16. August 1688greg. in Weida) – auch Dörfel genannt – war ein deutscher lutherischer Pfarrer und Amateurastronom.

## Leben und Werk
Georg Samuel Dörffel wurde als drittes Kind von Friedrich Dörffel (1612–1672) und Maria Dörffel, geb. Tröger (1608–1673), Tochter des Plauener Ratsherren Johann Tröger, geboren. Von insgesamt vier Kindern überlebte nur Georg Samuel.
Er stammte aus einer Familie, in der der Pfarrerberuf Tradition hatte. Großvater und Vater, der von 1638 bis 1644 Rektor der Stadtschule in Plauen war und 1644 Pfarrer sowie zweiter Landdiakon für Straßberg und Oberlosa war, übten bereits diese Profession aus. Nach dem Besuch der Stadtschule in Plauen studierte auch Dörffel ab 1658 in Leipzig Theologie und wechselte ab 1662 nach Jena, wo er die Fächer Mathematik, Physik und Astronomie hörte. 1663 erreichte er dort die Magisterwürde und beschloss 1667 in Leipzig mit dem Baccalaureat das Theologiestudium.
Neben vielseitigen seelsorgerischen Tätigkeiten widmete sich Dörffel in seiner freien Zeit der Astronomie – mit Hilfe einfachster astronomischer Instrumente. Nach dem Tod des Vaters 1672 übernahm Dörffel dessen Aufgaben als Landdiakon der Gemeinden Oberlosa und Straßberg (heute zu Plauen gehörig). Im selben Jahr veröffentlichte er sein erstes astronomisches Werk zu den Kometen. Zwischen 1663 und 1687 verfasste Dörffel theologische und mathematische Schriften – so 1670 sein „Handbuch zum praktischen Bibellesen“; die von ihm geschätzte Astronomie blieb eine intensiv betriebene Nebenbeschäftigung. Trotzdem veröffentlichte er zahlreiche astronomische Abhandlungen (davon allein sechs zu Kometen).
In seinem Hauptwerk Astronomische Betrachtung des Grossen Cometen/Welcher im ausgehenden 1680. und angehenden 1681. Jahre höchstverwunderlich und entsetzlich erschienen: … (Plauen, 1681) führte er aus seinen Beobachtungen den Nachweis, dass die Kometen sich auf parabolischen Bahnen bewegen, in deren Brennpunkt die Sonne steht (siehe Keplerbahn). 1684 wurde Georg Samuel Dörffel als Superintendent nach Weida berufen.
Dörffel war durchaus wohlhabend und dreimal verheiratet. 1688 verstarb er mit erst 44 Jahren. Die Anerkennung seiner Leistungen erfolgte erst 100 Jahre später.

## Ehrungen
Nach ihm sind der Mondkrater Doerfel, der Asteroid (4076) Dörffel sowie das Gymnasium in seinem Sterbeort Weida benannt. In Plauen gibt es einen Gedenkstein und ein Denkmal auf dem Bärenstein. An seiner letzten Wirkungsstätte, der Stadtkirche St. Marien in Weida, erinnert zudem eine Gedenktafel an ihn.
Im Berliner Ortsteil Lichtenrade gibt es eine Straße Dörfelweg, welche nach Georg Samuel Dörffel benannt ist.

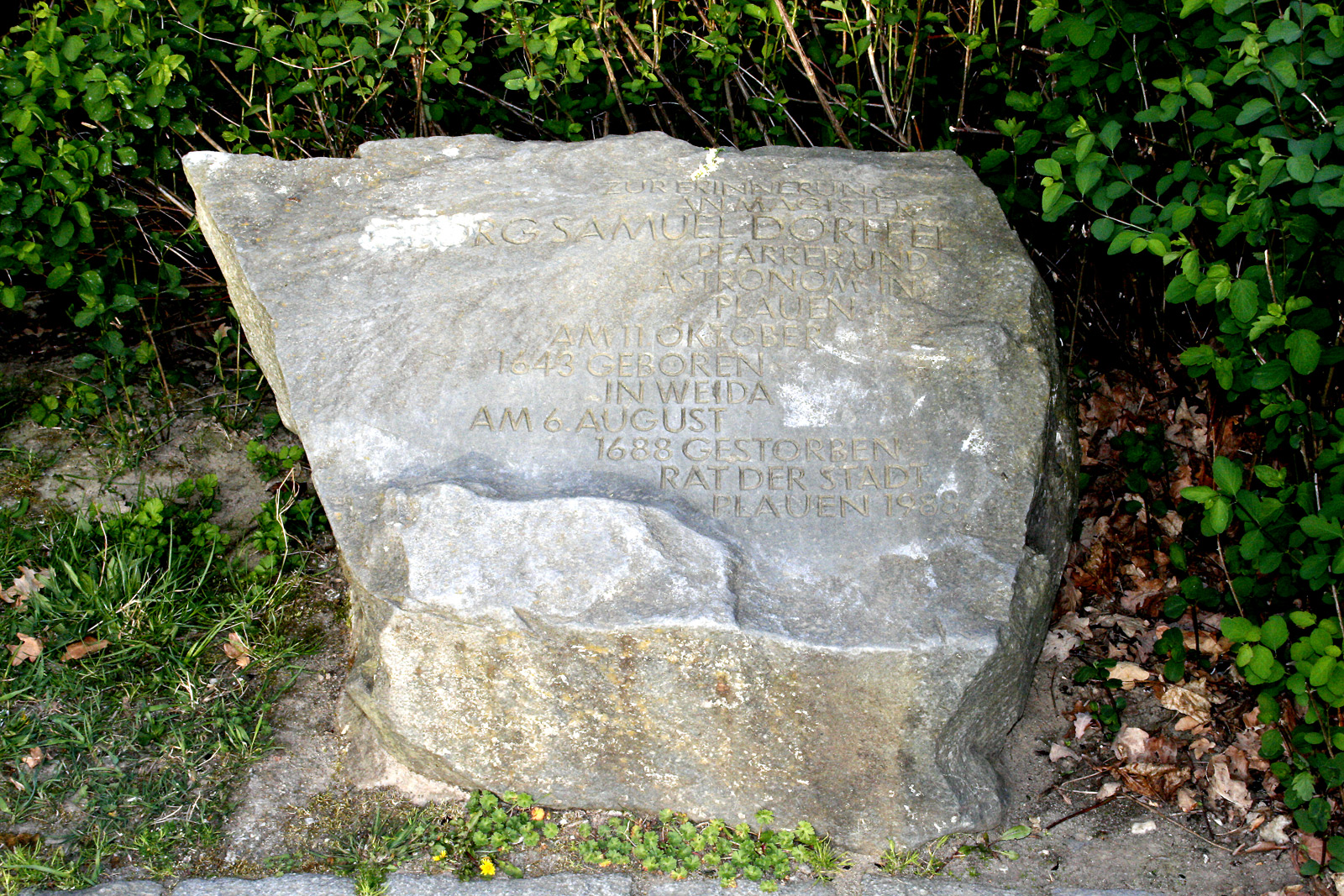
Gedenkstein in Plauen
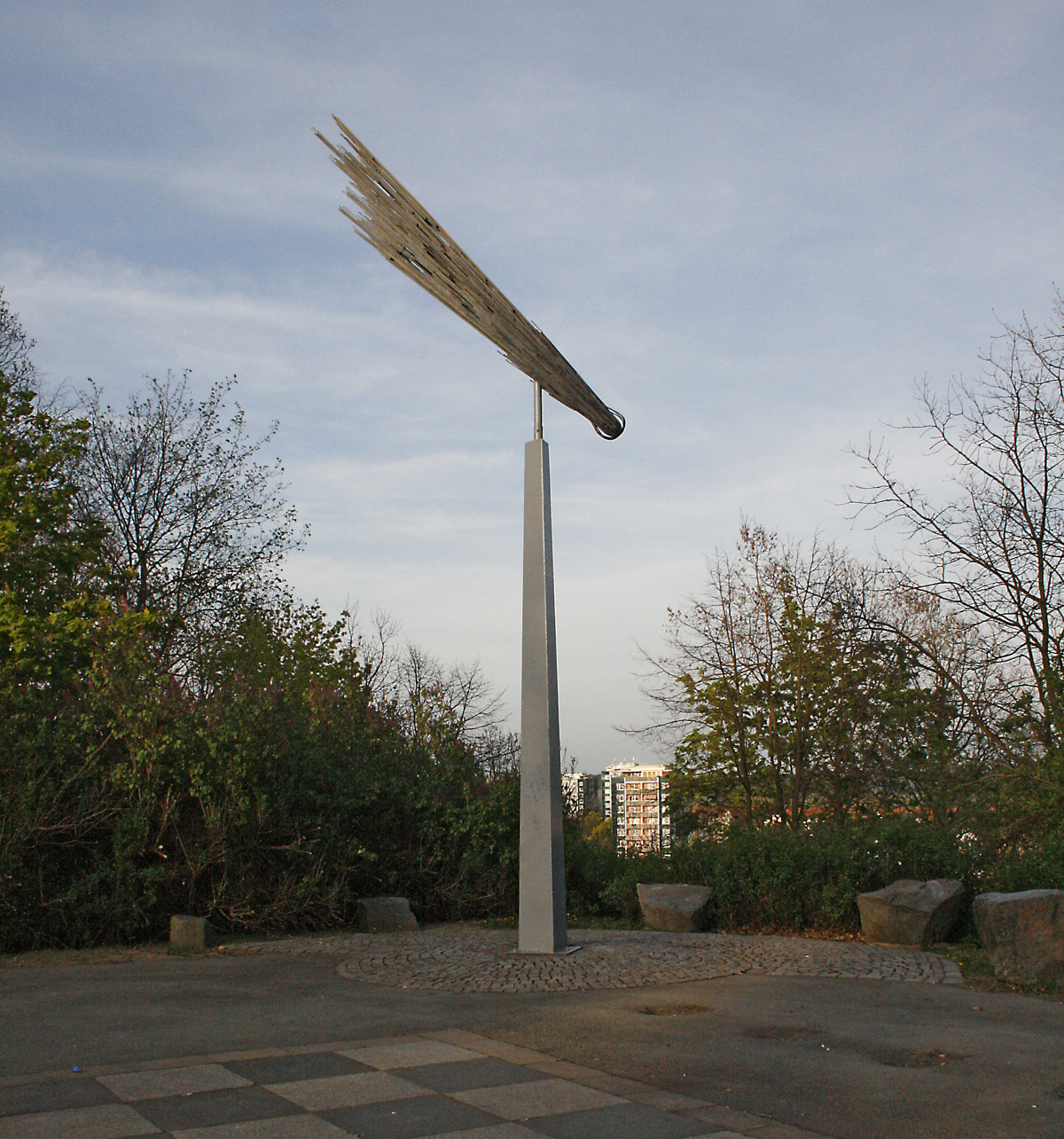
Denkmal auf dem Bärenstein in Plauen
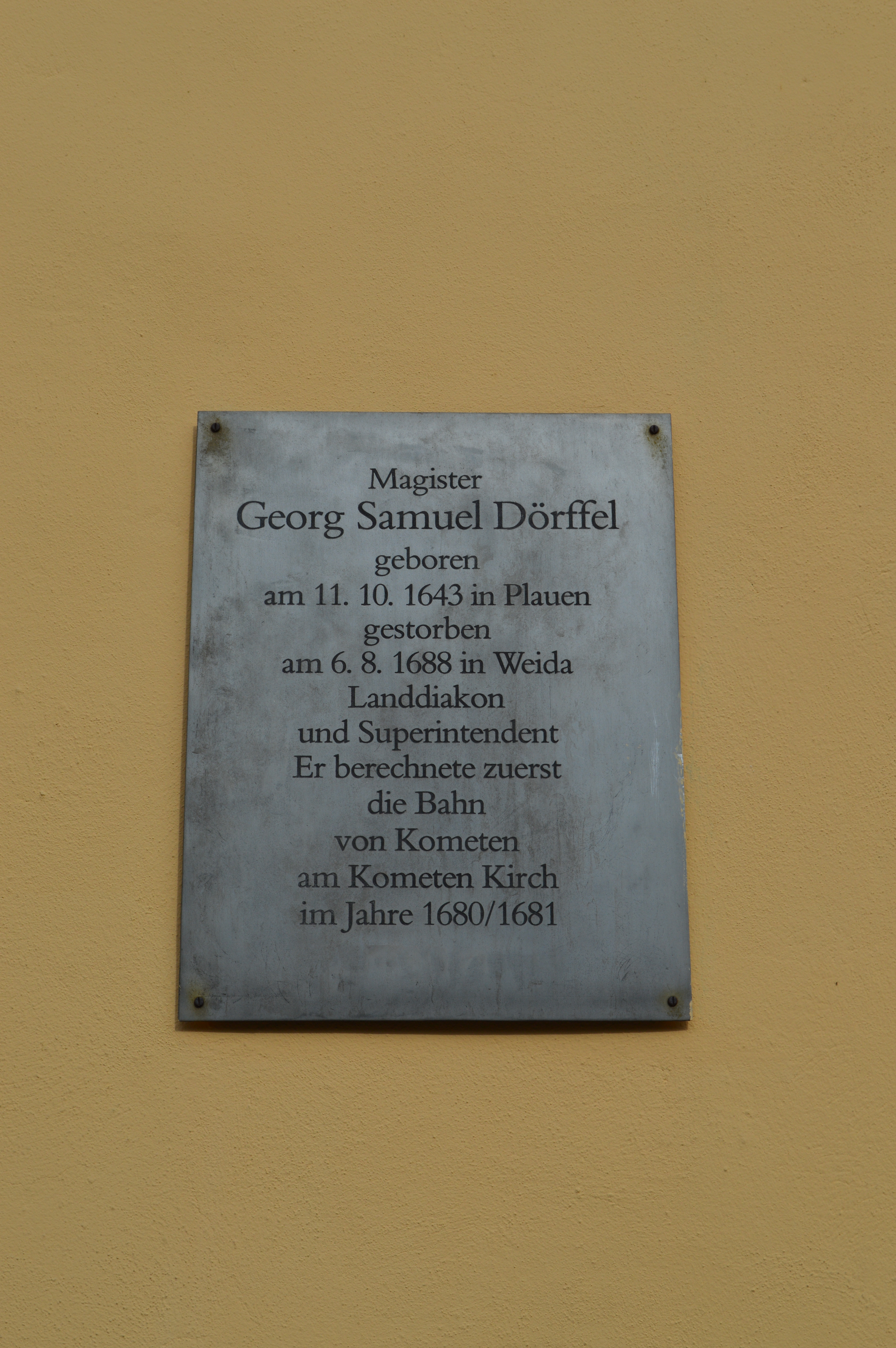
Gedenktafel am Pfarrhaus der Stadtkirche Weida

## Veröffentlichungen (Auszug)
- Tirocinium Accentuationis, Ad Lectionem Biblicam practice accommodatum In quo Doctrinae De Accentibus Ebraeis Restauratae Nucleus, …, Nova, brevi ac facili Methodo, commonstratur, … Verlag Johann Christian Meise, Plauen 1670 (google.de/books)
- Warhafftiger Bericht Von dem Cometen/ Welcher im Mertzen dieses 1672. Jahrs erschienen: Dessen Lauff/ Art und Beschaffenheit/ sampt der Bedeutung/ hiermit fürgestellet wird/ und in Plauen observirt worden, 1672 (Link zum Digitalisat)
- Astronomische Betrachtung des Grossen Cometen/ welcher im ausgehenden 1680. und angehenden 1681. Jahre höchstverwunderlich und entsetzlich erschienen: Dessen zu Plauen im Voigtlande angestellte tägliche Observationes, Nebenst etlichen sonderbahren Fragen und neuen Denckwürdigkeiten/ sonderlich von Verbesserung der Hevelischen Theoriae Cometarum / ans Liecht stellet M. G. S. D, Verlag Johann Christian Meise, Plauen 1681; Link zum Digitalisat in der Universitätsbibliothek Halle-Wittenberg / books.google.de
- Der ärgste Seelengifft des trostlosen Pabstthums entdeckt. Verlag Johann Jacob Bauhofer, Jena 1683; archive.org.